# أماندا داف
أماندا داف (بالإنجليزية: Amanda Duff)‏ هي ممثلة أمريكية، ولدت في 6 مارس 1914 في الولايات المتحدة، وتوفيت في 6 أبريل 2006 بسان فرانسيسكو في الولايات المتحدة.

## وصلات خارجية
- أماندا داف على موقع IMDb (الإنجليزية)
- أماندا داف على موقع ألو سيني (الفرنسية)
- أماندا داف على موقع أول موفي (الإنجليزية)
- أماندا داف على موقع قاعدة بيانات برودواي على الإنترنت (الإنجليزية)
- أماندا داف على موقع قاعدة بيانات الأفلام السويدية (السويدية)
- أماندا داف على موقع قاعدة بيانات الفيلم (الإنجليزية)
- أماندا داف على موقع كينوبويسك (الروسية)